# Harald Kaarman
Harald Kaarman(n) (* 12. Dezember 1901 in Paide, Gouvernement Estland; † 19. August 1942 im Kriegsgefangenenlager Swerdlowsk, Sowjetunion) war ein estnischer Fußballspieler. Mit der Estnischen Fußballnationalmannschaft nahm er an den Olympischen Sommerspielen 1924 in Paris teil. Im Jahr 1935 estnisierte er seinen Familiennamen in Kaarma.

## Karriere
Harald Kaarman begann seine fußballerische Karriere im Alter von 20 Jahren beim JK Tallinna Kalev. Mit dem Verein, für den er drei Jahre aktiv war, konnte er 1923 die Estnische Meisterschaft gewinnen. Nachdem er 1925 ohne Verein war, spielte Kaarman im Jahr 1926 noch ein Jahr lang für den Tallinna JK, mit dem er seine zweite Meisterschaft gewinnen konnte.
Im Juli 1921 debütierte Harald Kaarman in der Estnischen Nationalmannschaft gegen Schweden in Tallinn. Für Estland war es nach der Oktoberrevolution und der damit verbundenen Unabhängigkeit vom Russischen Reich erst das 2. Länderspiel in der Geschichte.
Drei Jahre später nahm er mit der Auswahl Estlands an den Olympischen Sommerspielen in Paris teil. Neben August Lass, Heinrich Paal und Ernst-Aleksander Joll war er mit 10 Länderspieleinsätzen der erfahrenste Spieler im Kader der Esten. Im Fußball-Turnier kam der Mittelfeldspieler zu einem Einsatz unter Ferenc Kónya gegen die USA im Stade Pershing. Das letzte von insgesamt 17 Länderspielen, bei denen er kein Tor erzielen sollte, absolvierte er im September 1926 gegen Lettland in Riga.

## Spätere Jahre
Im Jahr 1926 beendete Kaarman vermutlich seine Fußballerkarriere, ein Jahr zuvor (1925) hatte er bereits seine Laufbahn unterbrochen und kein offizielles Spiel mehr bestritten. Ab dem Jahr 1920 studierte er an der Technischen Universität von Tallinn. Nach dem Ende seiner aktiven Sportlerkarriere war er als Funktionär für den Estnischen Fußballverband tätig. Er vertrat 1924 Estland beim FIFA-Kongress in Paris. Er arbeitete später bei der estnischen Polizei. In seiner Funktion als Polizist wurde er 1941 nach der sowjetischen Besetzung Estlands im Zweiten Weltkrieg, wie viele andere Esten auch, zwischen 1940 und 1941 im stalinistischen Gulag-System deportiert. Er wurde am 19. August 1942, ein Jahr nach der Deportation, im Alter von 40 Jahren im Gefangenenlager Swerdlowsk hingerichtet.

## Erfolge
mit dem JK Tallinna Kalev:
- Estnischer Meister: 1923

mit dem Tallinna JK:
- Estnischer Meister: 1926